# Monika Debertshäuser
Monika Debertshäuser (* 18. September 1952 in Sonneberg) ist eine ehemalige deutsche Skilangläuferin, die für die DDR startete. Debertshäuser war Mitglied des SC Motor Zella-Mehlis.
Die aus Mengersgereuth-Hämmern in Thüringen stammende Sportlerin kam im Kreiskrankenhaus in Sonneberg zur Welt. Sie wuchs in ihrem Heimatort auf und besuchte die EOS Hermann Pistor in Sonneberg. Ihren größten sportlichen Erfolg errang sie bei den Olympischen Winterspielen 1976 in Innsbruck, als sie mit der DDR-Staffel den dritten Platz belegte und damit die Bronzemedaille gewann. 
Sie heiratete den Skilangläufer Gerd Heßler. Diese Ehe wurde später aber geschieden.